# Muizat Ajoke Odumosu
Muizat Ajoke Odumosu Alademerin (Lagos, 27 de octubre de 1987) es una atleta nigeriana que se especializa en los 400 metros y los 400 metros con vallas. Representó a Nigeria en los Juegos Olímpicos de verano 2008 y 2012, y compitió en el Campeonato Mundial de Atletismo en 2007, 2009, 2011 y 2013. Fue medallista de bronce en los Juegos Panafricanos de 2007 y se convirtió en campeona continental con una victoria en el Campeonato Africano de Atletismo de 2008 y 2012.
En 2010, ganó la medalla de oro en los 400 metros con vallas en los Juegos de la Mancomunidad, fue subcampeona en el Campeonato Africano y también se llevó una medalla de plata para África en la Copa Continental de la IAAF. Ostenta el récord de Nigeria en los 400 m vallas, tras mejorar su marca personal hasta 54,40 segundos durante las semifinales de los Juegos Olímpicos de Londres 2012.

## Trayectoria
Odumosu nació en Lagos y asistió a la escuela secundaria Toybat, antes de mudarse a los Estados Unidos para estudiar en la Universidad del Sur de Alabama.
En la Universidad del Sur de Alabama, Odumosu representó al equipo South Alabama Jaguars de la universidad, fue la campeona de los 400 m de la Sun Belt Conference en 2004, pero se perdió la mayor parte de la temporada 2004-05 debido a una lesión. En 2006, se convirtió en 400 Indoor de la Sun Belt y realizó un sprint y un doblete de vallas en la reunión al aire libre. Llegó a la final del Campeonato de la NCAA ese año, pero fue descalificada por derribar un obstáculo. Mejoró su récord personal hasta 55,37 segundos para ganar en los Drake Relays en 2007, una marca líder mundial en ese momento de la temporada.
Odumosu representó a Nigeria a nivel internacional por primera vez en agosto de 2006, participando en el Campeonato Mundial Juvenil. Terminó quinta en los 400 m vallas, pero logró ayudar al equipo femenino de relevos de 4 × 400 metros de Nigeria (incluidas Folashade Abugan, Joy Eze y Sekinat Adesanyato) a ganar la medalla de plata, estableciendo un nuevo récord africano juvenil de 3:30,84 para el evento.
Comenzó a competir profesionalmente en 2007 y ganó la medalla de bronce en vallas en los Juegos Africanos de 2007 en Argel. En el Campeonato Mundial de Atletismo de 2007 (su primer campeonato mundial senior) corrió en los 400 m vallas, pero fue eliminada en la etapa eliminatoria.
Alcanzó la cima del ranking continental con una medalla de oro en el Campeonato Africano de 2008, logrando la victoria en vallas en 55,92. segundos. Hizo su primera aparición olímpica en agosto de 2008, corriendo los 400 metros lisos en Beijing. Marcó una marca personal de 51,39. segundos para avanzar en las eliminatorias, pero fue eliminada en las semifinales. Corrió en el relevo 4×400 metros y llegó a la final donde las nigerianas terminaron en séptimo lugar.
En el Campeonato Mundial de Atletismo de 2009 alcanzó los 400 m vallas en semifinales y fue sexta en la general con el equipo de relevos femenino. También estableció un récord de reunión en el Gran Premio de Ponce, donde ganó en 55.02. segundos. Odumosu estableció un récord nigeriano en la reunión de Herculis en julio de 2010, con 54,68 segundos para el quinto lugar en la carrera de vallas. Regresó para defender su título de vallas en el Campeonato Africano de 2010, pero obtuvo la medalla de plata detrás de Hayat Lambarki. Sin embargo, en la competición logró subir a lo más alto del podio ayudando a la prueba de 4×400. m equipo de relevos a un récord del campeonato de 3:29.26. Junto a Lambarki, Odumosu fue seleccionada para representar al equipo africano en los 400 m vallas en la Copa Continental IAAF 2010. Mejoró su récord nacional a 54,59. segundos en la competencia y aseguró la medalla de plata detrás de la jamaicana Nickiesha Wilson, postulante para las Américas.
El 10 de octubre de 2010, Odomosu ganó la medalla de oro en los 400 metros con vallas en los Juegos de la Mancomunidad en Delhi.